# Trempelmarkt

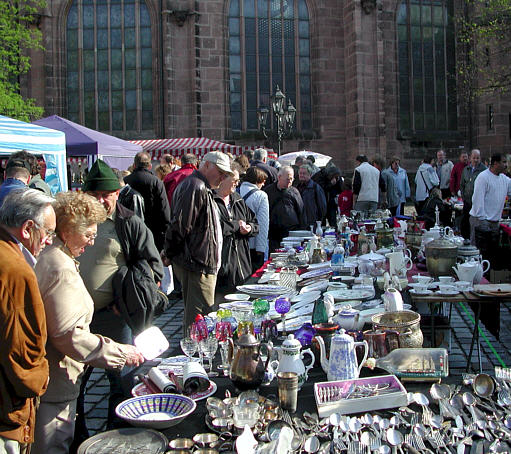
Trempelmarkt Mai 2005 nahe der Lorenzkirche

Der Nürnberger Trempelmarkt (fränkisch auch Trem-ba-les-markt) ist Deutschlands größter Flohmarkt. Der Name stammt von dem fränkischen Wort „trempala“ für kleine Fläche ab. Bereits vor 400 Jahren gab es einen Gebrauchtwarenmarkt im Innenhof des Rathauses. Der heutige Trempelmarkt geht auf das Jahr 1971 zurück. Er findet zweimal im Jahr in der Nürnberger Innenstadt statt, jeweils am zweiten Wochenende im Mai und im September.
Hauptveranstaltungsort ist der Hauptmarkt. Inzwischen breitet er sich weit in die angrenzenden Straßen und Plätze aus. Anfangs wurde der Trempelmarkt vor allem von Privatleuten getragen, mittlerweile stellen professionelle Händler einen bedeutenden Anteil der 4.000 Verkäufer. Freitags läuft der Verkauf bis tief in die Nacht hinein, der Markt hat rund 200.000 Besucher.